# Clea DuVall

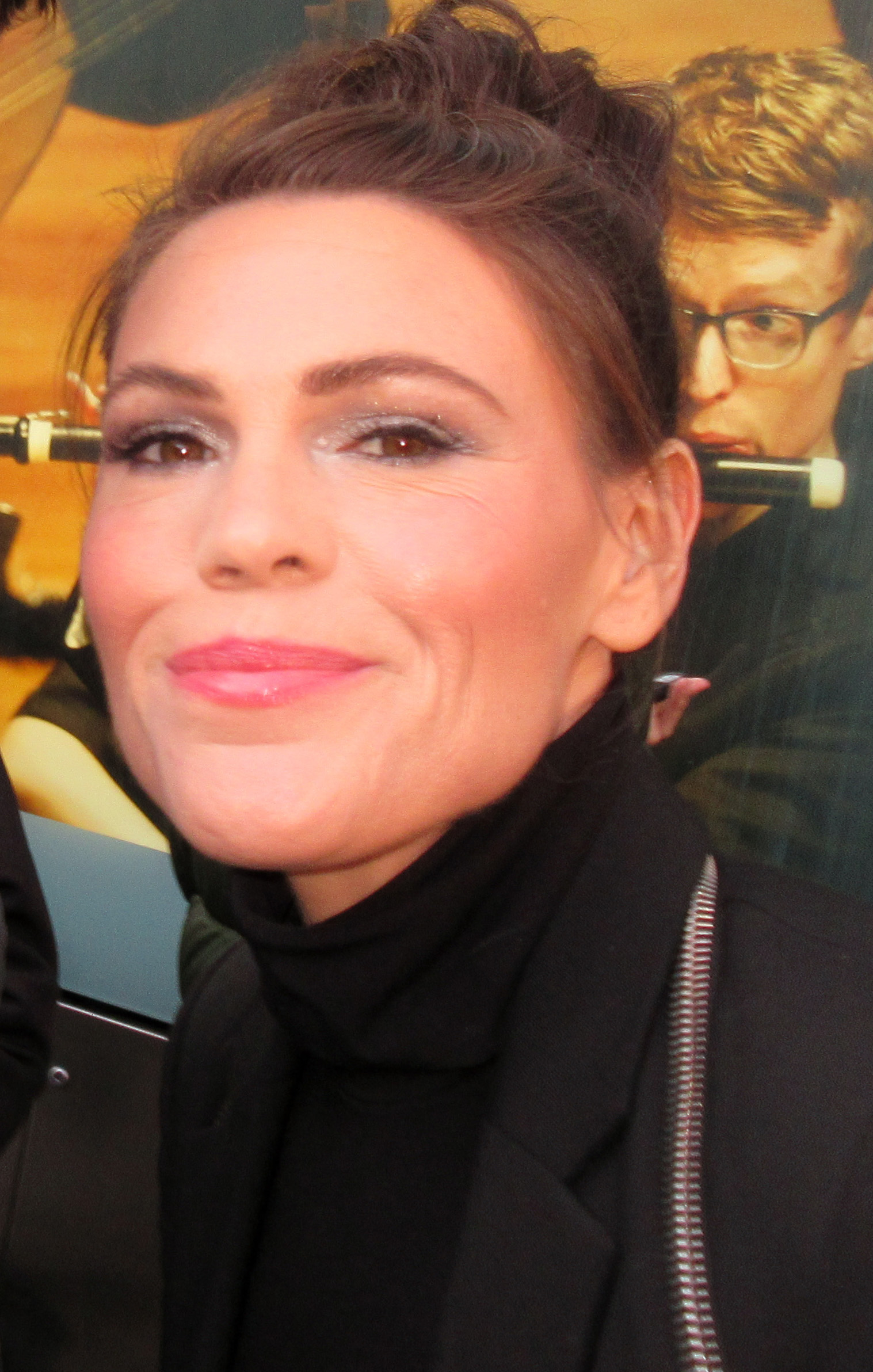
DuVall (2019)

Clea Helen D’Etienne DuVall (* 25. September 1977 in Los Angeles) ist eine US-amerikanische Schauspielerin, Filmregisseurin und Drehbuchautorin.

## Biografie
Ihre Eltern ließen sich scheiden, als DuVall zwölf Jahre alt war. Als die Mutter erneut heiratete, zog die sechzehnjährige DuVall bei ihr aus, nahm sich eine Wohnung und verließ zunächst auch die Schule. Schließlich beschloss sie, Schauspielerin zu werden und machte 1995 ihren Abschluss an der Los Angeles County High School for the Arts, während sie ihren Lebensunterhalt als Bedienung in einem Restaurant verdiente. Ihren Durchbruch als Schauspielerin hatte sie 1998 in Robert Rodriguez’ Horrorfilm The Faculty, für den sie sowohl für einen Teen Choice Award als auch für den Blockbuster Entertainment Award nominiert wurde. Es folgten größere Nebenrollen in den Filmen Weil ich ein Mädchen bin und Durchgeknallt (beide 1999).
Seither spielte DuVall zahlreiche Hauptrollen in Independentfilmen sowie Nebenrollen im Mainstream und trat häufig für das Fernsehen vor die Kamera. Für ihre Rolle in dem Fernsehfilm Helter Skelter wurde sie 2004 für den Golden Satellite Award in der Kategorie Beste Schauspielerin nominiert. Von 2003 bis 2005 spielte sie in 23 Folgen der vielfach preisgekrönten HBO-Serie Carnivàle. In der ersten Staffel der Serie Heroes hatte sie 2006 eine wiederkehrende Rolle als FBI-Agentin. 2008 war sie in dem Film Passengers mit Anne Hathaway zu sehen. Im Januar 2009 wurde beim Sundance Film Festival Jonathan Liebesmans Thriller Experiment Killing Room uraufgeführt, in dem DuVall eine von vier zunächst ahnungslosen Versuchspersonen verkörpert, an denen die Regierung geheime Experimente durchführt. Weitere Rollen in dem Film spielen Timothy Hutton, Chloë Sevigny und Peter Stormare. Im gleichen Jahr zählte sie in dem als Pilotfilm zu einer geplanten Science-Fiction-Serie vorgesehenen Film Virtuality – Killer im System mit Nikolaj Coster-Waldau und Sienna Guillory zur Besatzung eines Raumschiffes.
2016 schrieb DuVall das Drehbuch zur Tragikomödie The Intervention, bei der sie auch Regie führte und mitspielte. 2020 folgte die Weihnachtskomödie Happiest Season.

## Filmografie (Auswahl)

### Als Schauspielerin

#### Spielfilme
- 1996: Last Scream – Wächter des Teufels (Little Witches)
- 1997: Alarm-Profis (Life During Wartime)
- 1997: Niagara, Niagara
- 1998: How to Make the Cruelest Month
- 1998: Cool Girl (Girl)
- 1998: Ich kann’s kaum erwarten (Can’t Hardly Wait)
- 1998: The Faculty
- 1999: Eine wie keine (She’s All That)
- 1999: Weil ich ein Mädchen bin (But I’m a Cheerleader)
- 1999: Durchgeknallt (Girl, Interrupted)
- 1999: The Astronaut’s Wife – Das Böse hat ein neues Gesicht (The Astronaut’s Wife)
- 1999: Wildflowers – Geheimnisvoller Sommer (Wildflowers)
- 2000: Committed
- 2001: Ghosts of Mars
- 2001: How to Make a Monster
- 2002: The Slaughter Rule
- 2002: The Laramie Project
- 2003: Identität (Identity)
- 2003: 21 Gramm (21 Grams)
- 2004: Helter Skelter
- 2004: The Grudge – Der Fluch (The Grudge)
- 2006: Champions
- 2006: Two Weeks
- 2007: Zodiac – Die Spur des Killers (Zodiac)
- 2007: Anamorph – Die Kunst zu töten (Anamorph)
- 2007: Ten Inch Hero
- 2008: Passengers
- 2009: Experiment Killing Room (The Killing Room)
- 2010: Betty Anne Waters (Conviction)
- 2012: Argo
- 2013: In Security
- 2013: Bewaffneter Widerstand – Armed Response (In Security)
- 2014: Love Me Like You Do – Aus Schicksal wird Liebe (Jackie & Ryan)
- 2016: The Intervention
- 2016: Zen Dog
- 2016: Heaven’s Floor
- 2018: All About Nina

#### Fernsehen
- 1996: Dangerous Minds (Folge 1x09)
- 1997: Defenders – Die Vergeltung (The Defenders: Payback)
- 1997: Emergency Room – Die Notaufnahme (ER, zwei Folgen)
- 1997: Buffy – Im Bann der Dämonen (Buffy the Vampire Slayer, Folge: Out of Mind, Out of Sight)
- 2000: Popular (zwei Folgen)
- 2005: Carnivàle (24 Folgen)
- 2005: CSI: Den Tätern auf der Spur (CSI: Crime Scene Investigation, Folge 6x04)
- 2006: Heroes (sieben Folgen)
- 2008: Grey’s Anatomy (zwei Folgen)
- 2008: Law & Order: Special Victims Unit (Folge 10x08)
- 2009: Lie to Me (Folge 1x12)
- 2009: Virtuality – Killer im System (Virtuality)
- 2012–2013: American Horror Story (fünf Folgen)
- 2014: Lizzie Borden (Lizzie Borden Took an Ax, Fernsehfilm)
- 2014: The Newsroom (zwei Folgen)
- 2015–2018: Better Call Saul (drei Folgen)
- 2015: The Lizzie Borden Chronicles (Miniserie, acht Folgen)
- 2016: New Girl (Folge 5x07)
- 2016–2019: Veep – Die Vizepräsidentin (Veep, 26 Folgen)
- 2018: Take My Wife (Folge 2x03)
- 2018–2019: The Handmaid’s Tale – Der Report der Magd (The Handmaid’s Tale, vier Folgen)
- 2018: The Romanoffs (Folge 1x07)
- 2019: Broad City (drei Folgen)
- 2021–2023: HouseBroken (Stimme von Elsa)
- 2022: The First Lady (Fernsehserie)
- 2023: Poker Face (Folge 1x10)

### Als Regisseurin und Drehbuchautorin
- 2016: The Intervention
- 2020: Happiest Season
- 2021–2023: HouseBroken (Drehbuch)